# Reforma migratoria
Una reforma migratoria es un cambio que un gobierno efectúa en una ley migratoria. El término es usado mayormente en los Estados Unidos, donde la tasa de inmigrantes se ve en constante crecimiento cada año.
En cierto modo, una reforma puede hacerse para promover o expandir la inmigración en un país, pero en los Estados Unidos usualmente las reformas migratorias buscan reducir y hasta cierto punto, eliminar la inmigración. En ese aspecto, una reforma generalmente se refiere a un amplio aspecto de opiniones que pueden incluir puntos de vista antimigratorios, entre otros. Sin embargo, el término también es ampliamente usado para describir propuestas que busquen incrementar la inmigración legal, y así poder disminuir la inmigración ilegal. Un ejemplo de esto es la propuesta controvertida del expresidente de los EE. UU. George W. Bush, en su programa Guest worker.
- Datos: Q6103532